# Diversión de Bermúdez
La Diversión de Bermúdez fue una ofensiva militar llevada a cabo durante mayo y junio de 1821 por los ejércitos patriotas de la República de la Gran Colombia,  contra las posiciones realistas en el centro de la Capitanía General de Venezuela.

## Antecedentes
El 18 de agosto de 1820, el teniente coronel José Hilario Torrealba, nuevo jefe militar de Onoto y los pueblos cercanos, se pasó al bando republicano en El Carito y con él las villas de Onoto, Tucupio, Valle de la Pascua y Potrero se cambiaron de bando. Entre sus motivos estuvieron las ofensas sufridas a manos de su predecesor, el brigadier peninsular Eugenio Arana, y los esfuerzos por convencerlo del general de brigada José Gregorio Monagas, quien también era comandante general de la provincia de Barcelona. Torrealba consigue éxitos, como entrar en Güere el 26 de agosto, donde se le une el realista Tomás Rangel con 80 hombres. En esos días también se pronunciaron por el bando independentista los pueblos de San Pablo, San Lorenzo, San Francisco, San Miguel, Clarines y Píritu.  A la vez, estalló una revuelta popular en Carúpano que obligó a la guarnición realista, formada por algunas unidades del batallón Clarines a huir.  El general de brigada Pedro Briceño Méndez afirmaba que la división de Arana se vio desgastada por las deserciones, mientras el Ejército de Oriente se fortaleció, que habían conspiraciones para sublevar a los batallones milicianos en Maracaibo y Cumaná y se planeaba una expedición desde isla de Margarita a Curiepe para sublevar la costa. Gracias a esto, Monagas pudo ocupar Barcelona el 22 de octubre.
A finales de año, el general en jefe José Francisco Bermúdez se preparaba para poner bajo asedio a Cumaná, último bastión monárquico en el este venezolano, cuando se pactó un armisticio de seis meses que debía respetarse hasta abril del año siguiente, momento en que recibió órdenes del presidente Simón Bolívar y su jefe de Estado Mayor, mayor general Santiago Mariño, de marchar sobre Caracas y dejar a cargo de su cuartel general en Cariaco al general de brigada Agustín Armario. El objetivo principal de esta expedición era distraer al mariscal de campo y capitán general de Venezuela, Miguel de la Torre, para que no concentrara todos sus esfuerzos en el oeste para detener a Bolívar antes de que todas las divisiones patriotas estuvieran reunidas.

## Campaña
El 28 de abril, salió con 1200 soldados de Boca de Uchire hacia Caracas y el 8 de mayo tomaba los fuertes en el este de la Laguna de Tacarigua y desalojaba de El Guapo a 500 soldados realistas del batallón ligero Hostalrich mandados por el comandante español José Isturiz (o Iztúriz). El 11 de mayo, Bermúdez vence a Isturiz y al comandante Bernardo Ferrón en la hacienda Chuspita. Mientras Armario avanzó a Güirintar y el coronel Domingo Montes a Cumanacoa, el general en jefe Juan Bautista Arismendi fingía un desembarco en Curiepe, el general de brigada Pedro Zaraza avanzaba sobre Calabozo, Monagas sobre Orituco y Armario seguía hacia Cumaná.
Al día siguiente, salieron a detenerlo 1200 tropas de Caracas al mando del coronel venezolano José María Hernández Monagas, dándose un combate en El Trapiche de Ibarra, cerca de Guatire. Después de esta victoria, los patriotas ocuparon Caracas en la noche del 14 de mayo y después de dejar una guarnición, marcharon al puerto de La Guaira el 16 de mayo, donde se encontraron con los monárquicos locales agolpados tratando de abordar uno de los 72 barcos anclados para huir al exilio. Luego volvió a la capital y tomó rumbo a los Valles de Aragua, donde el 20 de mayo dio alcance a las tropas realistas que se retiraban a las órdenes del brigadier Ramón Correa, empujándolas a El Consejo, localidad donde los últimos 500 soldados monárquicos fueron dispersados. En el combate es capturado el brigadier Tomás Cires, anterior gobernador de Caracas.
Estos eventos forzaron a La Torre a desprenderse de 1000 soldados para reforzar al brigadier Ramón Correa, y que el brigadier Francisco Tomás Morales saliera con su caballería de Calabozo hacia El Pao mientras su infantería iba a los Valles de Aragua, donde se le sumó el batallón 2.° Valencey. Bermúdez se vio obligado a retirarse de La Victoria y El Consejo a Márquez, entre Las Lajas y Las Cocuizas, donde resistió el ataque de Morales el 24 de mayo hasta que la falta de municiones le llevaron a retroceder a Caracas y Guatire. Le perseguía el coronel José Pereira, pues Morales y el batallón Burgos volvieron a Petare y luego a Valencia para enfrentar a Bolívar. El 26 de mayo los realistas recuperan Caracas mientras que Bermúdez se reagrupa en Guatire, pero a fines de mes, Arismendi llegaba con 300 refuerzos, a la vez que el coronel Francisco de Paula Avendaño ocupaba Curiepe con otros 300 y el coronel Felipe Macero entraba en Caucagua con 500 reclutas. Sin embargo, el 8 de junio Macero es vencido por el comandante Ramón Aboy (o Avoy) en El Rincón, cerca de Santa Lucía, pero Bermúdez recupera parte de su columna para distraer a Pereira en El Rodeo, lo que el general patriota aprovecha para atacar al teniente coronel Lucas González y sus 1000 soldados en el Alto de Macuto. En el combate murió González.
Pereira debió retirarse a la capital, cuyo cabildo propuso un alto al fuego que Bermúdez no aceptó y el 23 de junio entró en la ciudad. Sin embargo, ese mismo día ataca las posiciones de Pereira en el cerro El Calvario, siendo vencido y obligado a retirarse a Guarenas, pero justo entonces llegaron las noticias de la victoria total de Bolívar en Carabobo.

## Consecuencias
El coronel Arturo Santana en su valiosa obra “La Campaña de Carabobo” (1921), deja un testimonio sustancial: “ La diversión ejecutada por Bermúdez impidió a La Torre caer con su Ejército concentrado sobre Bolívar en los Llanos; permitió la reunión del Ejército patriota en San Carlos; ahorro a la División Urdaneta 15 jornadas de marcha; alejó del Apure la amenaza del Ejército de Morales, debilitando estas fuerzas con una marcha forzada de 120 leguas, y por último, contuvo en la Provincia de Caracas una fracción importante del Ejército español, mientras Bolívar batía el resto en Carabobo”.
Vencido, La Torre huyó a Puerto Cabello, ciudad que se encontró abarrotada por unos 4000 soldados sanos y heridos sobrevivientes de la campaña y muchísimos refugiados civiles de Coro, San Felipe, Caracas y Valencia. El mariscal de campo sabía de asedios, había participado en los de Cartagena de Indias y Angostura, así que embargó bienes, animó la emigración a las Antillas de los civiles y logró que su mermada escuadra mantuviera libre la ruta naval de los corsarios republicanos, más preocupados en bloquear Cartagena y Cumaná.
La Torre intentó enviar ayuda a Pereira, pero aquel terminó por capitular el 4 de julio. Había sucedido que el coronel Pereira, en cuanto se enteró de la derrota realista en Carabobo supo que era inútil intentar defender la capital y se retiró a La Guaira. Gracias a esto, Bolívar entró pacíficamente en Caracas el 29 de junio. En el puerto, el coronel realista le pidió al contraalmirante francés Pierre Roch Jurien de La Gravière que lo dejara embarcarse en sus barcos para huir a Puerto Cabello, pero el europeo se negó alegando la neutralidad francesa en el conflicto. Pereira firmó una capitulación honrosa el 3 de julio, de sus 800 soldados, 530 eligieron unirse al ejército independentista y al resto se le permitió embarcarse en los buques franceses con rumbo Puerto Cabello al día siguiente.